# Francesco Fabi
Francesco Fabi (Soave, ... – 1621) è stato un pittore italiano attivo a Verona nela prima metà del XVII secolo.
Discepolo di Felice Brusasorzi, nel 1619 dipinse una tavola per la cappella di destra della maggiore nella basilica di Santa Anastasia, ora appesa sopra la porta della cappella del campanile. In questa rappresentò Maria Vergine col Divino Infante in gloria e sotto i SS. Lorenzo, Carlo, Domenico e Vincenzo Ferrario.